# Skyler Bowlin
Skyler Jim Bowlin (* 13. Juli 1989 in Paragould (Arkansas)) ist ein US-amerikanischer Basketballtrainer und ehemaliger -spieler. Nach dem Studium in seinem Heimatland begann Bowlin in der zweiten deutschen Liga beim damaligen Aufsteiger BG Leitershofen/Stadtbergen eine Laufbahn als Berufsbasketballspieler, bevor er in der Folge in den höchsten Spielklassen Dänemarks und Schwedens sowie für ein Spiel auch in der österreichischen Bundesliga spielte. In Dänemark gewann Bowlin mit Horsens IC 2015 das Double und wurde als Spieler des Jahres der dänischen Meisterschaft ausgezeichnet wie auch im folgenden Jahr in der Finalserie 2016 der schwedischen Meisterschaft, als er mit Södertälje Kings die Meisterschaft gewann. Anschließend kehrte Bowlin nach Deutschland zurück und spielte in der höchsten Spielklasse Basketball-Bundesliga für die Gießen 46ers, für Science City Jena, in Würzburg und später in Bonn. Mit den Bakken Bears wurde Bowlin drei dänischer Meister.

## Werdegang

### Spieler
Bowlin war bereits in seiner Schulzeit an der Greene County Tech High School in seiner Geburtsstadt als herausragender Distanzschütze für die Schulmannschaft Golden Eagles bekannt, mit der er als MVP eine Schulmeisterschaft in der 5A-Conference von Arkansas gewann. Nach seinem Schulabschluss reichte es jedoch nicht zu einem Stipendium an einem ambitionierten College der ersten Division der NCAA, stattdessen begann Bowlin ein Studium an der Missouri Southern State University vergleichsweise nahe seiner Heimatstadt in Joplin (Missouri), dessen Hochschulmannschaft Lions in der Mid-America Intercollegiate Athletics Association (MIAA) der Division II der NCAA spielt. Bereits in seinem ersten Jahr wurde Bowlin als bester Liganeuling (Freshman of the Year) der MIAA-Conference ausgezeichnet. In seinem Abschlussjahr gewannen die Lions mit der besten Bilanz aller Mannschaften erstmals seit dem Jahr 2000 wieder die Hauptrunde der MIAA, verloren aber das Endspiel im MIAA-Meisterschaftsturnier. Die Saison für die Lions und Bowlins NCAA-Karriere endeten mit einer deutlichen Niederlage gegen die Mustangs der Midwestern State University im zweiten Spiel der nationalen Endrunde der zweiten Division, wobei sich Bowlin in diversen Kategorien der ewigen Bestenliste der Lions unter den besten Zehn platzieren konnte. In seinem Abschlussjahr wurde Bowlin neben einer Auszeichnung als Spieler des Jahres der MIAA im Allgemeinen sowie Verteidiger des Jahres im Speziellen auch als All-American der landesweit besten Spieler der zweiten Division ausgezeichnet.
Mit einer Ausbildung in einer Hochschulmannschaft der zweiten Division brachte Bowlin nicht die besten Voraussetzungen für eine Karriere als Berufsbasketballspieler mit und so wurde er trotz seiner individuellen Auszeichnungen weder in einem Draft-Verfahren der professionellen Ligen in seinem Heimatland ausgewählt noch bekam er einen Vertrag in einer lukrativen höchsten Spielklasse außerhalb seiner Heimat. Trotzdem begann Bowlin eine professionelle Karriere und unterschrieb seinen ersten Vertrag bei den Topstar Kangaroos aus Leitershofen bei Augsburg, die in der Saison 2011/12 als Aufsteiger in der zweithöchsten deutschen Spielklasse ProA spielten. Nach Teilnahmeverzicht spielte man in jener Saison mit einer Mannschaft weniger, in der der Aufsteiger trotz sieben Saisonsiegen in 28 Spielen als Tabellenletzter als einzige Mannschaft gleich wieder absteigen musste.
Bowlin wechselte daraufhin nach Dänemark zum Idræts Club aus Horsens in die dortige höchsten Spielklasse Basketligaen. In den ersten beiden Spielzeiten scheiterte Bowlin mit seiner Mannschaft in der Play-off-Halbfinalserie um die dänische Meisterschaft jeweils am Titelverteidiger Bakken Bears. Zwischendurch hatte Bowlin zu Beginn der Saison 2013/14 ein Spiel für den WBC Raiffeisen Wels in der österreichischen Bundesliga absolviert, war aber gleich darauf nach Dänemark zum Horsens IC zurückgekehrt. Nachdem Bowlin in seinen ersten beiden Spielzeiten der Basketligaen beinahe 20 Punkte pro Spiel erzielt hatte, erreichte er in seiner dritten Spielzeit gut 16 Punkte pro Spiel, steigerte aber seine Erfolgsquoten sowohl aus dem Nah- und Mittelbereich wie auch aus der Distanz von hinter der Dreipunktelinie, wo er auf starke 46 % kam und wurde schließlich nach dem Pokalsieg des Hauptrundenzweiten Horsens IC als Spieler des Jahres auch der Basketligaen ausgezeichnet. Hinter dem Hauptrundenersten Bakken Bears erreichte Horsens IC diesmal die Play-off-Finalserie um die Meisterschaft, in der man den Titelverteidiger nach vier Siegen in sechs Spielen bezwang, nach neun Jahren erstmals wieder die Meisterschaft gewann und nach dem ersten Titel 1992 auch erstmals wieder das Double aus Meisterschaft und Pokalwettbewerb.
Nachdem Bowlin in Dänemark praktisch alles erreicht hatte, wechselte er zur Saison 2015/16 in die schwedische Basketligan zu den Södertälje Kings. Der Titelverteidiger der schwedischen Meisterschaft, der die letzten drei Titel gewonnen hatte, erreichte auch in jener Saison erneut die Finalserie, in der man gegen die Norrköping Dolphins ungeschlagen blieb nach nur einer einzelnen Niederlage in zwölf Spielen der schwedischen Play-offs. Bowlin wurde als bester Spieler der Finalserie der schwedischen Meisterschaft ausgezeichnet. Mit dem schwedischen Meister war Bowlin zuvor auch im FIBA Europe Cup angetreten und hatte in der zweiten Gruppenphase unter anderem zweimal gegen den späteren deutschen Titelgewinner Skyliners Frankfurt verloren, worauf die Mannschaft anschließend aus dem Wettbewerb ausgeschieden war. Zur folgenden Saison kehrte Bowlin nach Deutschland zurück und spielte nun in der höchsten deutschen Spielklasse Basketball-Bundesliga ebenfalls in Hessen beim Altmeister Gießen 46ers. Mit den Gießenern verpasste Bowlin auf dem neunten Platz der Hauptrundentabelle der Bundesliga-Saison 2016/17 nur knapp eine Platzierung für die Play-offs um die deutsche Meisterschaft. Bereits kurz nach Saisonende wurde Bowlin als Neuverpflichtung des Ligakonkurrenten Science City Jena, der als Aufsteiger zuvor auf dem 13. Rang noch hinter den Gießenern platziert war, für die kommende Saison vermeldet.
Ende Mai 2018 gab S.Oliver Würzburg Bowlins Verpflichtung bekannt, dort spielte er wie in Gießen unter Trainer Denis Wucherer. Zwei Jahren in Würzburg folgte in der Saison 2020/21 ein Abstecher zu Iraklis Thessaloniki nach Griechenland, in 13 Ligaspielen erzielte er für die Mannschaft im Schnitt 8 Punkte und bereitete 4,5 Korberfolge seiner Mitspieler vor. Im Frühjahr 2021 wechselte Bowlin zu Stelmet Zielona Góra nach Polen. Er wurde in 18 Partien der polnischen Liga eingesetzt (9,7 Punkte, 4,1 Korbvorlagen/Spiel).
Zur Saison 2021/22 ging er nach Deutschland zurück und wurde Mitglied des Bundesligisten Telekom Baskets Bonn. Mit den Rheinländern erreichte er 2022 das Bundesliga-Halbfinale, anschließend wurde er vom dänischen Meister Bakken Bears mit einem Vertrag ausgestattet. Im März 2023 wurde er mit Bakken dänischer Pokalsieger und im Mai 2023 dänischer Meister.
Bowlin gewann mit der dänischen Mannschaft im April 2024 den europäischen Vereinswettbewerb European North Basketball League (ENBL). Im Mai 2024 kam der erneute Gewinn der dänischen Meisterschaft hinzu. Bowlin kündigte im Mai 2025 an, seine Spielerlaufbahn mit dem Abschluss der Saison 2024/25 zu beenden. Das tat er als abermaliger dänischer Meister.

### Trainer
Bowlin blieb nach seinem Rückzug als Spieler bei den Bakken Bears und wurde im Sommer 2025 als Nachfolger von Anders Sommer Cheftrainer des dänischen Serienmeisters.

## Erfolge
Als Spieler:
- ENBL-Sieger 2024
- Dänischer Meister 2015, 2023, 2024, 2025
- Dänischer Pokalsieger 2015, 2023
- Schwedischer Meister 2016